# Herrarnas ICC T20-VM 2022
Herrarnas ICC T20-VM var det åttonde Twenty20 cricketvärldsmästerskapet för herrar, arrangerat av International Cricket Council. Turneringen spelades i Australien från 16 oktober till 13 november 2022. Ursprungligen skulle turneringen hållas hösten 2020 men tvingades flyttas fram på grund av Covid-19-pandemin. I augusti 2020 meddelade ICC att turneringen i Australien istället sköts fram till hösten 2022. Värdlandet Australien är den regerande mästaren.

## Domare
Den 3 oktober 2022 släppte International Cricket Council listan över världsmästerskapets domare.

### Matchdomare
- David Boon
- Chris Broad
- Ranjan Madugalle
- Andy Pycroft

### Domare
| - Chris Brown - Aleem Dar - Kumar Dharmasena - Marais Erasmus | - Chris Gaffaney - Michael Gough - Adrian Holdstock - Richard Illingworth | - Richard Kettleborough - Nitin Menon - Ahsan Raza - Paul Reiffel | - Langton Rusere - Rod Tucker - Joel Wilson - Paul Wilson |

## Spelartrupper
Australien var det första landet att meddela sin spelartrupp när de gjorde så den 1 september 2022. Resterande lag meddelade sina preliminära trupper innan den 22 september 2022.

## Spelorter
I november 2021 meddelade International Cricket Council vilka städer som skulle vara värdar för turneringen. Värdstäderna är Adelaide, Brisbane, Geelong, Hobart, Melbourne, Perth och Sydney. Semifinalerna spelas i Sydney Cricket Ground och Adelaide Oval, medan finalen spelas i Melbourne Cricket Ground.
| Adelaide          | Brisbane                                                | Geelong                                                 |                                                         |
| ----------------- | ------------------------------------------------------- | ------------------------------------------------------- | ------------------------------------------------------- |
| Adelaide Oval     | The Gabba                                               | Kardinia Park                                           |                                                         |
| Kapacitet: 55 317 | Kapacitet: 42 000                                       | Kapacitet: 26 000                                       |                                                         |
|                   |                                                         |                                                         |                                                         |
| Hobart            | Adelaide Brisbane Geelong Hobart Melbourne Perth Sydney | Adelaide Brisbane Geelong Hobart Melbourne Perth Sydney | Adelaide Brisbane Geelong Hobart Melbourne Perth Sydney |
| Bellerive Oval    | Adelaide Brisbane Geelong Hobart Melbourne Perth Sydney | Adelaide Brisbane Geelong Hobart Melbourne Perth Sydney | Adelaide Brisbane Geelong Hobart Melbourne Perth Sydney |
| Kapacitet: 20 000 | Adelaide Brisbane Geelong Hobart Melbourne Perth Sydney | Adelaide Brisbane Geelong Hobart Melbourne Perth Sydney | Adelaide Brisbane Geelong Hobart Melbourne Perth Sydney |
|                   | Adelaide Brisbane Geelong Hobart Melbourne Perth Sydney | Adelaide Brisbane Geelong Hobart Melbourne Perth Sydney | Adelaide Brisbane Geelong Hobart Melbourne Perth Sydney |
| Perth             | Melbourne                                               | Sydney                                                  |                                                         |
| Perth Stadium     | Melbourne Cricket Ground                                | Sydney Cricket Ground                                   |                                                         |
| Kapacitet: 61 266 | Kapacitet: 100 024                                      | Kapacitet: 48 601                                       |                                                         |
|                   |                                                         |                                                         |                                                         |

## Första rundan
| Kvalsätt | Nation                |
| --- | --------------------- |
| Herrarnas ICC T20-VM 2021 (Lagen placerade på 9e till 12e plats i föregående vm, sorterat efter lagranking.) | Namibia               |
| Herrarnas ICC T20-VM 2021 (Lagen placerade på 9e till 12e plats i föregående vm, sorterat efter lagranking.) | Skottland             |
| Herrarnas ICC T20-VM 2021 (Lagen placerade på 9e till 12e plats i föregående vm, sorterat efter lagranking.) | Sri Lanka             |
| Herrarnas ICC T20-VM 2021 (Lagen placerade på 9e till 12e plats i föregående vm, sorterat efter lagranking.) | Västindien            |
| Avancerat från världskval (Top 4 lag)                                                                        | Irland                |
| Avancerat från världskval (Top 4 lag)                                                                        | Nederländerna         |
| Avancerat från världskval (Top 4 lag)                                                                        | Förenade arabemiraten |
| Avancerat från världskval (Top 4 lag)                                                                        | Zimbabwe              |

Alla matchtider är i lokaltid.

### Grupp A
| Plats | Lag                   | Resultat | Resultat | Resultat | Resultat | Resultat | Resultat | Kvalificering               |
| Plats | Lag                   | S        | V        | F        | IR       | P        | NRR      | Kvalificering               |
| ----- | --------------------- | -------- | -------- | -------- | -------- | -------- | -------- | --------------------------- |
| 1     | Sri Lanka             | 3        | 2        | 1        | 0        | 4        | 0.667    | Kvalificering till Super 12 |
| 2     | Nederländerna         | 3        | 2        | 1        | 0        | 4        | −0.162   | Kvalificering till Super 12 |
| 3     | Namibia               | 3        | 1        | 2        | 0        | 2        | 0.730    |                             |
| 4     | Förenade arabemiraten | 3        | 1        | 2        | 0        | 2        | −1.235   |                             |

Uppdaterat 2022-10-25 15:25 CEST

#### Matcher
| 16 oktober 2022 15:00 AEDT Rapport |

| Namibia · 163/7 (20 overs)                          | v | Sri Lanka · 108 (19 overs)                       |
| Jan Frylinck 44 (28) Pramod Madushan 2/37 (4 overs) |   | Dasun Shanaka 29 (23) David Wiese 2/16 (4 overs) |

- Sri Lanka vann lottningen och valde att fälta.

| 16 oktober 2022 19:00 AEDT (N) Rapport |

| Förenade arabemiraten · 111/8 (20 overs)            | v | Nederländerna · 112/7 (19.5 overs)                |
| Muhammad Waseem 41 (47) Bas de Leede 3/19 (3 overs) |   | Max O'Dowd 23 (18) Junaid Siddique 3/24 (4 overs) |

- Förenade Arabemiraten vann lottningen och valde att slå.

| 18 oktober 2022 15:00 AEDT Rapport |

| Namibia · 121/6 (20 overs)                       | v | Nederländerna · 122/5 (19.3 overs)             |
| Jan Frylinck 43 (48) Bas de Leede 2/18 (3 overs) |   | Vikramjit Singh 39 (31) JJ Smit 2/24 (4 overs) |

- Namibia vann lottningen och valde att slå.

| 18 oktober 2022 19:00 AEDT (N) Rapport |

| Sri Lanka · 152/8 (20 overs)                             | v | Förenade arabemiraten · 73 (17.1 overs)                  |
| Pathum Nissanka 74 (60) Karthik Meiyappan 3/19 (4 overs) |   | Aayan Afzal Khan 19 (21) Wanindu Hasaranga 3/8 (4 overs) |

- Förenade Arabemiraten vann lottningen och valde att fälta.
- Karthik Meiyappan blev den förste emiratiska bowlern att få ett hattrick i T20I.[15]

| 20 oktober 2022 15:00 AEDT Rapport |

| Sri Lanka · 162/6 (20 overs)                          | v | Nederländerna · 146/9 (20 overs)                     |
| Kusal Mendis 79 (44) Paul van Meekeren 2/25 (4 overs) |   | Max O'Dowd 71* (53) Wanindu Hasaranga 3/28 (4 overs) |

- Sri Lanka vann lottningen och valde att slå.
- Till följd av matchen kvalade Sri Lanka till Super 12 medan Förenade Arabemiraten eliminerades från turneringen.

| 20 oktober 2022 19:00 AEDT (N) Rapport |

| Förenade arabemiraten · 148/3 (20 overs)          | v | Namibia · 141/8 (20 overs)                      |
| Muhammad Waseem 50 (41) Ben Shikongo 1/8 (1 over) |   | David Wiese 55 (36) Basil Hameed 2/17 (3 overs) |

- Förenade Arabemiraten vann lottningen och valde att slå.
- Fahad Nawaz (Förenade Arabemiraten) gjorde sin T20I-debut.
- Till följd av matchen kvalade Nederländerna till Super 12 medan Namibien eliminerades från turneringen.
- Matchen blev Förenade Arabemiratens första vinst någonsin i ett T20-VM.[16]

### Grupp B
| Plats | Lag        | Resultat | Resultat | Resultat | Resultat | Resultat | Resultat | Kvalificering               |
| Plats | Lag        | S        | V        | F        | IR       | P        | NRR      | Kvalificering               |
| ----- | ---------- | -------- | -------- | -------- | -------- | -------- | -------- | --------------------------- |
| 1     | Zimbabwe   | 3        | 2        | 1        | 0        | 4        | 0.200    | Kvalificering till Super 12 |
| 2     | Irland     | 3        | 2        | 1        | 0        | 4        | 0.105    | Kvalificering till Super 12 |
| 3     | Skottland  | 3        | 1        | 2        | 0        | 2        | 0.304    |                             |
| 4     | Västindien | 3        | 1        | 2        | 0        | 2        | −0.563   |                             |

Uppdaterat 2022-10-25 15:28 CEST

#### Matcher
| 17 oktober 2022 15:00 AEDT Rapport |

| Skottland · 160/5 (20 overs)                       | v | Västindien · 118 (18.3 overs)                 |
| George Munsey 66* (53) Jason Holder 2/14 (3 overs) |   | Jason Holder 38 (33) Mark Watt 3/12 (4 overs) |

- Västindien vann lottningen och valde att fälta.

| 17 oktober 2022 20:00 AEDT (N) Rapport |

| Zimbabwe · 174/7 (20 overs)                      | v | Irland · 143/9 (20 overs)                                 |
| Sikandar Raza 82 (48) Josh Little 3/24 (4 overs) |   | Curtis Campher 27 (22) Blessing Muzarabani 3/23 (4 overs) |

- Irland vann lottningen och valde att fälta.
- Matchen var ursprungligen schemalagd för 19:00 men flyttades fram på grund av regn.

| 19 oktober 2022 15:00 AEDT Rapport |

| Skottland · 176/5 (20 overs)                       | v | Irland · 180/4 (19 overs)                            |
| Michael Jones 86 (55) Curtis Campher 2/9 (2 overs) |   | Curtis Campher 72* (32) Michael Leask 1/16 (2 overs) |

- Skottland vann lottningen och valde att slå.
- Irlands Curtis Campher och Skottlands Michael Jones slog sina första half-centuries i T20I.[17][18]

| 19 oktober 2022 19:00 AEDT (N) Rapport |

| Västindien · 153/7 (20 overs)                        | v | Zimbabwe · 122 (18.2 overs)                       |
| Johnson Charles 45 (36) Sikandar Raza 3/19 (4 overs) |   | Luke Jongwe 29 (22) Alzarri Joseph 4/16 (4 overs) |

- Västindien vann lottningen och valde att slå.

| 21 oktober 2022 15:00 AEDT Rapport |

| Västindien · 146/5 (20 overs)                      | v | Irland · 150/1 (17.3 overs)                        |
| Brandon King 62* (48) Gareth Delany 3/16 (4 overs) |   | Paul Stirling 66* (48) Akeal Hosein 1/38 (4 overs) |

- Västindien vann lottningen och valde att slå.
- Till följd av matchen kvalade Irland till Super 12 medan Västindien eliminerades från turneringen.

| 21 oktober 2022 19:00 AEDT (N) Rapport |

| Skottland · 132/6 (20 overs)                        | v | Zimbabwe · 133/5 (18.3 overs)                  |
| George Munsey 54 (51) Tendai Chatara 2/14 (4 overs) |   | Craig Ervine 58 (54) Josh Davey 2/16 (3 overs) |

- Skottland vann lottningen och valde att slå.
- Till följd av matchen kvalade Zimbabwe till Super 12 medan Skottland eliminerades från turneringen.

## Super 12
| Kvalsätt                                                                                     | Super 12    | Super 12      |
| Kvalsätt                                                                                     | Group 1     | Group 2       |
| -------------------------------------------------------------------------------------------- | ----------- | ------------- |
| Herrarnas ICC T20-VM 2021 (De 8 bästa lagen från föregående VM, sorterat efter ICC-lagrank.) | Afghanistan | Bangladesh    |
| Herrarnas ICC T20-VM 2021 (De 8 bästa lagen från föregående VM, sorterat efter ICC-lagrank.) | Australien  | Indien        |
| Herrarnas ICC T20-VM 2021 (De 8 bästa lagen från föregående VM, sorterat efter ICC-lagrank.) | England     | Pakistan      |
| Herrarnas ICC T20-VM 2021 (De 8 bästa lagen från föregående VM, sorterat efter ICC-lagrank.) | Nya Zeeland | Sydafrika     |
| Kvalade från Första rundan (Top 4 lag)                                                       | Irland      | Nederländerna |
| Kvalade från Första rundan (Top 4 lag)                                                       | Sri Lanka   | Zimbabwe      |

### Grupp 1
| Plats | Lag         | Resultat | Resultat | Resultat | Resultat | Resultat | Resultat | Kvalificering            |
| Plats | Lag         | S        | V        | F        | IR       | P        | NRR      | Kvalificering            |
| ----- | ----------- | -------- | -------- | -------- | -------- | -------- | -------- | ------------------------ |
| 1     | Nya Zeeland | 5        | 3        | 1        | 1        | 7        | 2.113    | Avancemang till slutspel |
| 2     | England     | 5        | 3        | 1        | 1        | 7        | 0.473    | Avancemang till slutspel |
| 3     | Australien  | 5        | 3        | 1        | 1        | 7        | −0.173   |                          |
| 4     | Sri Lanka   | 5        | 2        | 3        | 0        | 4        | −0.422   |                          |
| 5     | Irland      | 5        | 1        | 3        | 1        | 3        | −1.615   |                          |
| 6     | Afghanistan | 5        | 0        | 3        | 2        | 2        | −0.571   |                          |

Uppdaterat 2022-11-15 11.53 CET

#### Matcher
| 22 oktober 2022 18:00 AEDT (N) Rapport |

| Nya Zeeland · 200/3 (20 overs)                      | v | Australien · 111 (17.1 overs)                     |
| Devon Conway 92* (58) Josh Hazlewood 2/41 (4 overs) |   | Glenn Maxwell 28 (20) Tim Southee 3/6 (2.1 overs) |

- Australien vann lottningen och valde att fälta.

| 22 oktober 2022 19:00 AWST (N) Rapport |

| Afghanistan · 112 (19.4 overs)                     | v | England · 113/5 (18.1 overs)                           |
| Ibrahim Zadran 32 (32) Sam Curran 5/10 (3.4 overs) |   | Liam Livingstone 29* (21) Mohammad Nabi 1/16 (3 overs) |

- England vann lottningen och valde att fälta.
- Sam Curran blev den förste engelska bowlern att få en 5-wicket haul i T20I.[21]

| 23 oktober 2022 15:00 AEDT Rapport |

| Irland · 128/8 (20 overs)                              | v | Sri Lanka · 133/1 (15 overs)                       |
| Harry Tector 45 (42) Maheesh Theekshana 2/19 (4 overs) |   | Kusal Mendis 68* (43) Gareth Delany 1/28 (4 overs) |

- Irland vann lottningen och valde att slå.

| 25 oktober 2022 19:00 AWST (N) Rapport |

| Sri Lanka · 157/6 (20 overs)                       | v | Australien · 158/3 (16.3 overs)                              |
| Pathum Nissanka 40 (45) Glenn Maxwell 1/5 (1 over) |   | Marcus Stoinis 59* (18) Dhananjaya de Silva 1/18 (2.1 overs) |

- Australien vann lottningen och valde att fälta.
- Marcus Stoinis blev den snabbaste spelaren att nå en half-century för Australien i en T20I-match då han gjorde detta på endast 17 bollar.[24]

| 26 oktober 2022 15:00 AEDT Rapport |

| Irland · 157 (19.2 overs)                                | v | England · 105/5 (14.3 overs)                   |
| Andrew Balbirnie 62 (47) Liam Livingstone 3/17 (3 overs) |   | Dawid Malan 35 (37) Josh Little 2/16 (3 overs) |

- England vann lottningen och valde att fälta.
- England gavs ett reducerat mål av 110 runs på 14.3 overs på grund av regn.

| 26 oktober 2022 19:00 AEDT (N) Rapport |

| Afghanistan · | v | Nya Zeeland · |
|               |   |               |

- Ingen lottning.
- Matchen kunde inte spelas på grund av regn.

| 28 oktober 2022 15:00 AEDT Rapport |

| Afghanistan · | v | Irland · |
|               |   |          |

- Ingen lottning.
- Matchen kunde inte spelas på grund av regn.

| 28 oktober 2022 19:00 AEDT (N) Rapport |

| Australien · | v | England · |
|              |   |           |

- Ingen lottning.
- Matchen kunde inte spelas på grund av regn.

| 29 oktober 2022 19:00 AEDT (N) Rapport |

| Nya Zeeland · 167/7 (20 overs)                       | v | Sri Lanka · 102 (19.2 overs)                     |
| Glenn Phillips 104 (64) Kasun Rajitha 2/23 (4 overs) |   | Dasun Shanaka 35 (32) Trent Boult 4/13 (4 overs) |

- Nya Zeeland vann lottningen och valde att slå.
- Nya Zeelands Glenn Phillips slog turneringens första och hans karriärs andra T20I-century.[28]

| 31 oktober 2022 18:00 AEST (N) Rapport |

| Australien · 179/5 (20 overs)                     | v | Irland · 137 (18.1 overs)                             |
| Aaron Finch 63 (44) Barry McCarthy 3/29 (4 overs) |   | Lorcan Tucker 71* (48) Glenn Maxwell 2/14 (2.1 overs) |

- Irland vann lottningen och valde att fälta.

| 1 november 2022 14:00 AEST Rapport |

| Afghanistan · 144/8 (20 overs)                              | v | Sri Lanka · 148/4 (18.3 overs)                               |
| Rahmanullah Gurbaz 28 (24) Wanindu Hasaranga 3/13 (4 overs) |   | Dhananjaya de Silva 66* (42) Mujeeb Ur Rahman 2/24 (4 overs) |

- Afghanistan vann lottningen och valde att slå.
- Afghanistan slogs ut från turneringen till följd av matchen.

| 1 november 2022 18:00 AEST (N) Rapport |

| England · 179/6 (20 overs)                         | v | Nya Zeeland · 159/6 (20 overs)                   |
| Jos Buttler 73 (47) Lockie Ferguson 2/45 (4 overs) |   | Glenn Phillips 62 (36) Sam Curran 2/26 (4 overs) |

- England vann lottningen och valde att slå.

| 4 november 2022 14:30 ACDT Rapport |

| Nya Zeeland · 185/6 (20 overs)                     | v | Irland · 150/9 (20 overs)                            |
| Kane Williamson 61 (35) Josh Little 3/22 (4 overs) |   | Paul Stirling 37 (27) Lockie Ferguson 3/22 (4 overs) |

- Irland vann lottningen och valde att fälta.
- Irlands Josh Little tog sitt första T20I-hattrick.[32]
- Irland slogs ut från turneringen till följd av matchen.

| 4 november 2022 18:30 ACDT (N) Rapport |

| Australien · 168/8 (20 overs)                       | v | Afghanistan · 164/7 (20 overs)                 |
| Glenn Maxwell 54* (32) Naveen-ul-Haq 3/21 (4 overs) |   | Rashid Khan 48* (23) Adam Zampa 2/22 (4 overs) |

- Afghanistan vann lottningen och valde att fälta.
- Nya Zeeland gick vidare till slutspelet till följd av matchen, medan Sri Lanka blev utslagna.

| 5 november 2022 19:00 AEDT (N) Rapport |

| Sri Lanka · 141/8 (20 overs)                     | v | England · 144/6 (19.4 overs)                        |
| Pathum Nissanka 67 (45) Mark Wood 3/26 (3 overs) |   | Alex Hales 47 (30) Wanindu Hasaranga 2/23 (4 overs) |

- Sri Lanka vann lottningen och valde att slå.
- England gick vidare till slutspelet till följd av matchen, medan Australien blev utslagna.

### Grupp 2
| Plats | Lag           | Resultat | Resultat | Resultat | Resultat | Resultat | Resultat | Kvalificering            |
| Plats | Lag           | S        | V        | F        | IR       | P        | NRR      | Kvalificering            |
| ----- | ------------- | -------- | -------- | -------- | -------- | -------- | -------- | ------------------------ |
| 1     | Indien        | 5        | 4        | 1        | 0        | 8        | 1.319    | Avancemang till slutspel |
| 2     | Pakistan      | 5        | 3        | 2        | 0        | 6        | 1.028    | Avancemang till slutspel |
| 3     | Sydafrika     | 5        | 2        | 2        | 1        | 5        | 0.874    |                          |
| 4     | Nederländerna | 5        | 2        | 3        | 0        | 4        | −0.849   |                          |
| 5     | Bangladesh    | 5        | 2        | 3        | 0        | 4        | −1.176   |                          |
| 6     | Zimbabwe      | 5        | 1        | 3        | 1        | 3        | −1.138   |                          |

Uppdaterat 2022-11-15 11.58 CET

### Matcher
| 23 oktober 2022 19:00 AEDT (N) Rapport |

| Pakistan · 159/8 (20 overs)                       | v | Indien · 160/6 (20 overs)                      |
| Shan Masood 52* (42) Hardik Pandya 3/30 (4 overs) |   | Virat Kohli 82* (53) Haris Rauf 2/36 (4 overs) |

- Indien vann lottningen och valde att fälta.

| 24 oktober 2022 15:00 AEDT Rapport |

| Bangladesh · 144/8 (20 overs)                         | v | Nederländerna · 135 (20 overs)                      |
| Afif Hossain 38 (27) Paul van Meekeren 2/21 (4 overs) |   | Colin Ackermann 62 (48) Taskin Ahmed 4/25 (4 overs) |

- Nederländerna vann lottningen och valde att fälta.

| 24 oktober 2022 19:00 AEDT (N) Rapport |

| Zimbabwe · 79/5 (9 overs)                            | v | Sydafrika · 51/0 (3 overs) |
| Wesley Madhevere 35* (18) Lungi Ngidi 2/20 (2 overs) |   | Quinton de Kock 47* (18)   |

- Zimbabwe vann lottningen och valde att slå.
- På grund av regn reducerades matchen till 9 overs per lag.
- Sydafrika gavs ett reducerat mål av 64 runs på 7 overs på grund av regn.
- Regn under Sydafrikas innings förhindrade fortsatt spel och matchen övergavs.

| 27 oktober 2022 14:00 AEDT Rapport |

| Sydafrika · 205/5 (20 overs)                          | v | Bangladesh · 101 (16.3 overs)                     |
| Rilee Rossouw 109 (56) Shakib Al Hasan 2/33 (3 overs) |   | Litton Das 34 (31) Anrich Nortje 4/10 (3.3 overs) |

- Sydafrika vann lottningen och valde att slå.